# Fauchaldius cyrtauloni
Fauchaldius cyrtauloni är en ringmaskart som beskrevs av Carrera-Parra och Salazar-Vallejo 1998. Fauchaldius cyrtauloni ingår i släktet Fauchaldius och familjen Eunicidae. Inga underarter finns listade i Catalogue of Life.